# Biểu tình ngồi Greensboro

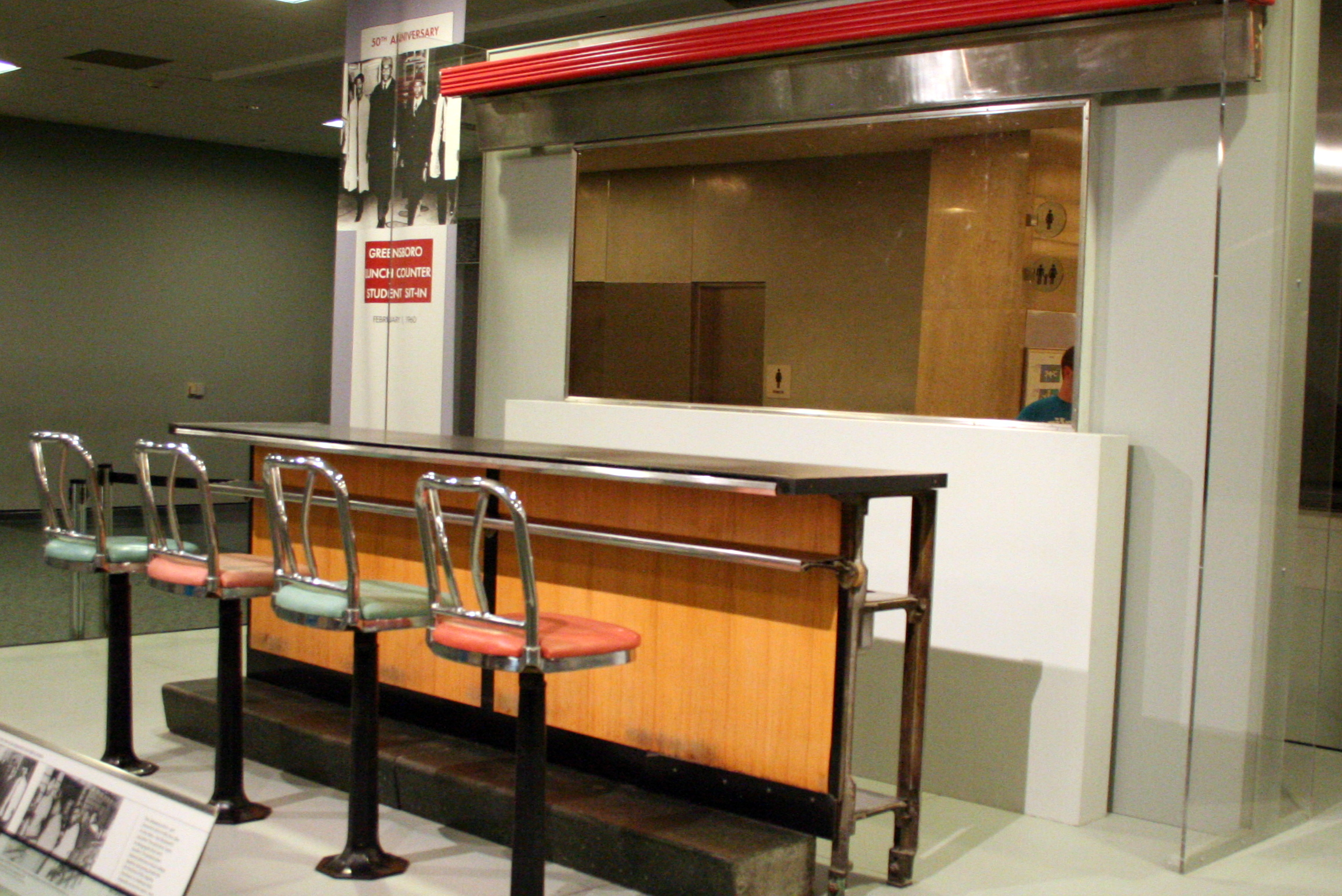
quầy ăn trưa tại siêu thị hàng hóa Woolworth, Greensboro, North Carolina bây giờ được triển lãm tại Smithsonian Institution Bảo tàng viện Quốc gia về lịch sử Hoa Kỳ

Biểu tình ngồi Greensboro là một loạt phản đối bất bạo động tại Greensboro, North Carolina vào năm 1960 mà dẫn tới việc chuỗi siêu thị hàng hóa Woolworth thay đổi chính sách Phân chia chủng tộc ở miền Nam Hoa Kỳ.
Trong khi không phải là những cuộc biểu tình ngồi đầu tiên của phong trào Dân quyền người Mỹ gốc Phi Châu, các cuộc biểu tình ngồi Greensboro là một hành động dẫn tới việc gia tăng tinh thần Quốc gia trong một giai đoạn quan trọng trong Lịch sử Hoa Kỳ. Biến cố đầu tiên đã xảy ra tại siêu thị hàng hóa Woolworth, Greensboro, North Carolina, bây giờ là Trung tâm Dân quyền quốc tế và bảo tàng viện.

## Bối cảnh
Tháng 8 1939, luật sư người da đen Samuel Wilbert Tucker tổ chức một cuộc biểu tình ngồi tại thư viện Alexandria, Virginia hồi đó còn phân chia chủng tộc. Năm 1942, tổ chức nhân quyền hội nghị bình đẳng chủng tộc hỗ trợ những cuộc biểu tình ngồi tại Chicago, và sau đó ở St. Louis 1949 và Baltimore 1952. Một cuộc biểu tình ngồi 1958 ở Wichita, Kansas cũng đã thành công.